# Enrico Accatino
Enrico Accatino (n.22 august 1920, Genova / Liguria - d.17 iulie 2007, Roma) a fost un pictor și  sculptor italian.  Este considerat un maestru al stilului realist în pictura italiană în perioada anilor 1940-1950, unul din exponenții majori ai expresionismului abstract. Participă la Quadrienală din Roma. Participă la întemeierea grupării artistice "Informale".